# كاثلين هوكينز
كاثلين هوكينز (بالإنجليزية: Kathleen Hawkins)‏ هي كاتِبة وشاعرة نيوزيلندية، ولدت في 17 نوفمبر 1883، وتوفيت في 31 أغسطس 1981.